# ISO 3166-2:TF
Die zur Kennzeichnung geografischer Einheiten dienende Liste der ISO 3166-2-Codes für die Französischen Süd- und Antarktisgebiete enthält ausschließlich den Code für die Französischen Süd- und Antarktisgebiete. Es existieren keine weiteren Unterteilungen.

Dieser Code besteht nur aus einem Teil. Dieser gibt den Code gemäß ISO 3166-1 (für die Französischen Süd- und Antarktisgebiete TF) wieder.
Die aktuellen Codes stehen auf der Seite der ISO unter #iso:code:3166:TF zur Verfügung.

Die Französischen Süd- und Antarktisgebieteist sind auch unter dem Code FR-TF in der ISO 3166-2:FR für Frankreich aufgenommen.